# Julia Margaret Cameron
Julia Margaret Cameron (ur. 11 czerwca 1815 w Kalkucie, zm. 26 stycznia 1879) – angielska fotografka, autorka portretów i zdjęć rodzajowych.
Kariera fotograficzna Cameron trwała jedynie kilkanaście lat, gdyż dziedziną tą zajęła się dopiero w wieku czterdziestu ośmiu lat.
Była jednym z wielu dobrze sytuowanych fotografów-amatorów z wyższych sfer, których spora grupa działała w tym okresie w Europie (oprócz Cameron byli to np. Lewis Carroll i Clementina Hawarden). W kręgach tych wytworzył się specyficzny styl, cechujący się bardziej swobodnym upozowaniem modeli (zwłaszcza rodziny i znajomych) niż w przypadku komercyjnych zdjęć wykonywanych w studiu. Cameron była znana głównie z psychologicznych portretów pozbawionych konwencjonalnych póz czy rekwizytów. Modeli ukazywała w sposób prosty, wykorzystując efekty światłocieniowe i łagodne nieostrości. Fotografowała znane osobistości (np. Charlesa Darwina) i swoich bliskich, a także aranżowane sceny religijne bądź zaczerpnięte z legend arturiańskich.

## Życiorys
Julia Margaret Cameron urodziła się w Indiach, gdzie pracował jej ojciec, Anglik James Pattle. Matka, Thérèse l’Etang, była Francuzką. Z dziewięciorga rodzeństwa Julii Margaret dzieciństwo przeżyło tylko sześć jej sióstr, wraz z którymi kształciła się w Europie. Podczas rekonwalescencji w południowej Afryce Julia Margaret poznała swojego przyszłego męża, Charlesa Haya Camerona, którego poślubiła w 1838 r. w Kalkucie. Cameronowie zamieszkali w Indiach, gdzie obracali się w wyższych sferach, a w 1848 r. z sześciorgiem dzieci (pięcioma synami i córką Julią) przenieśli się do Londynu, utrzymując się z przychodów z plantacji kawy na Cejlonie. W Anglii weszli w kręgi artystów (takich jak George Frederick Watts, Alfred Tennyson), naukowców i polityków. Gdy Tennysonowie zostali właścicielami posiadłości we Freshwater, Cameronowie kupili w pobliżu domek nazwany „Dimbola”. W 1863 r. Cameron otrzymała swój pierwszy aparat fotograficzny i odtąd z sukcesem zajmowała się fotografowaniem. W październiku roku 1875 Cameronowie nagle wyjechali na Cejlon, co w zasadzie przerwało jej karierę (na Cejlonie fotografowała niewiele). Cztery lata później Cameron zmarła.

## Twórczość

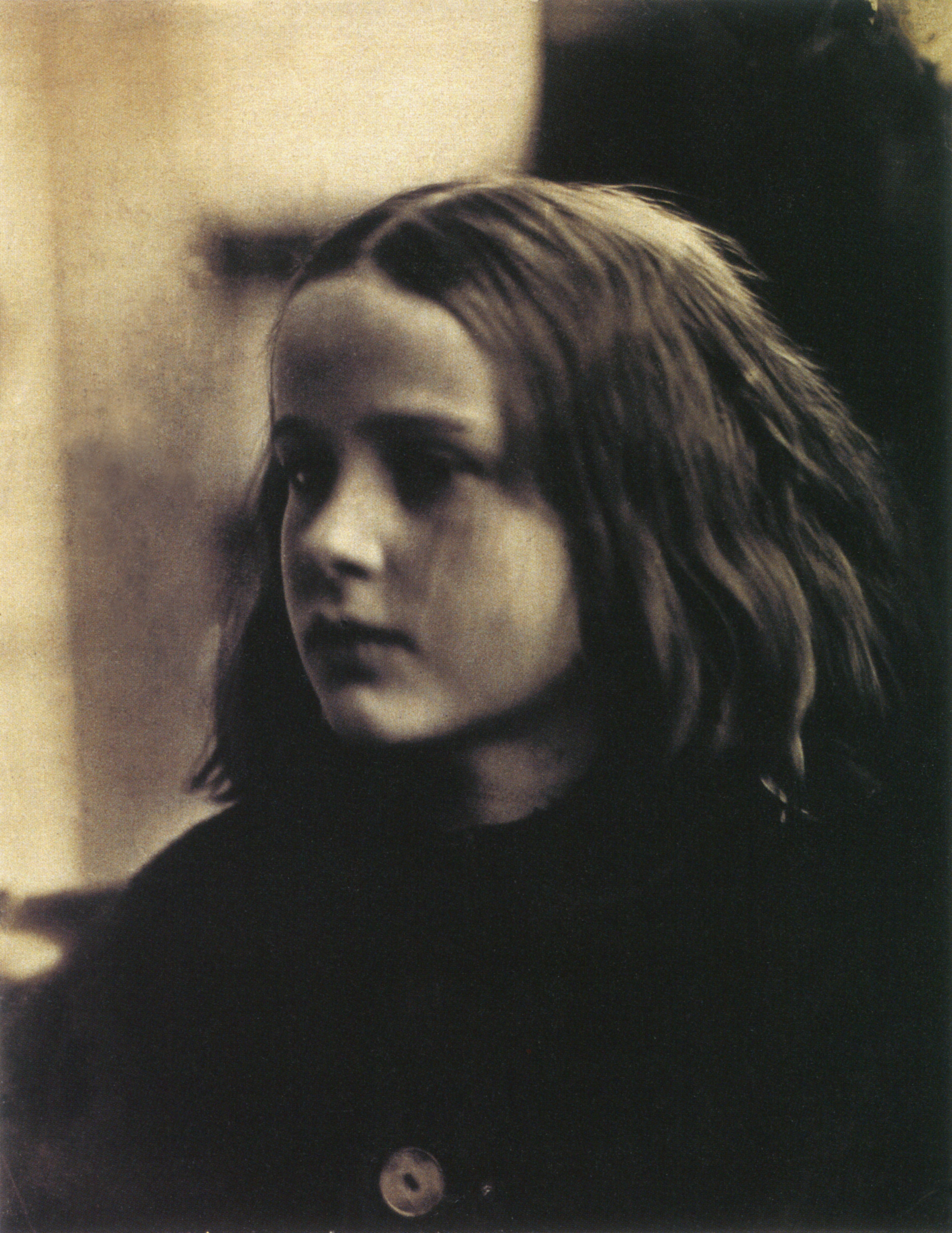
J.M. Cameron, Mój pierwszy sukces, 1864

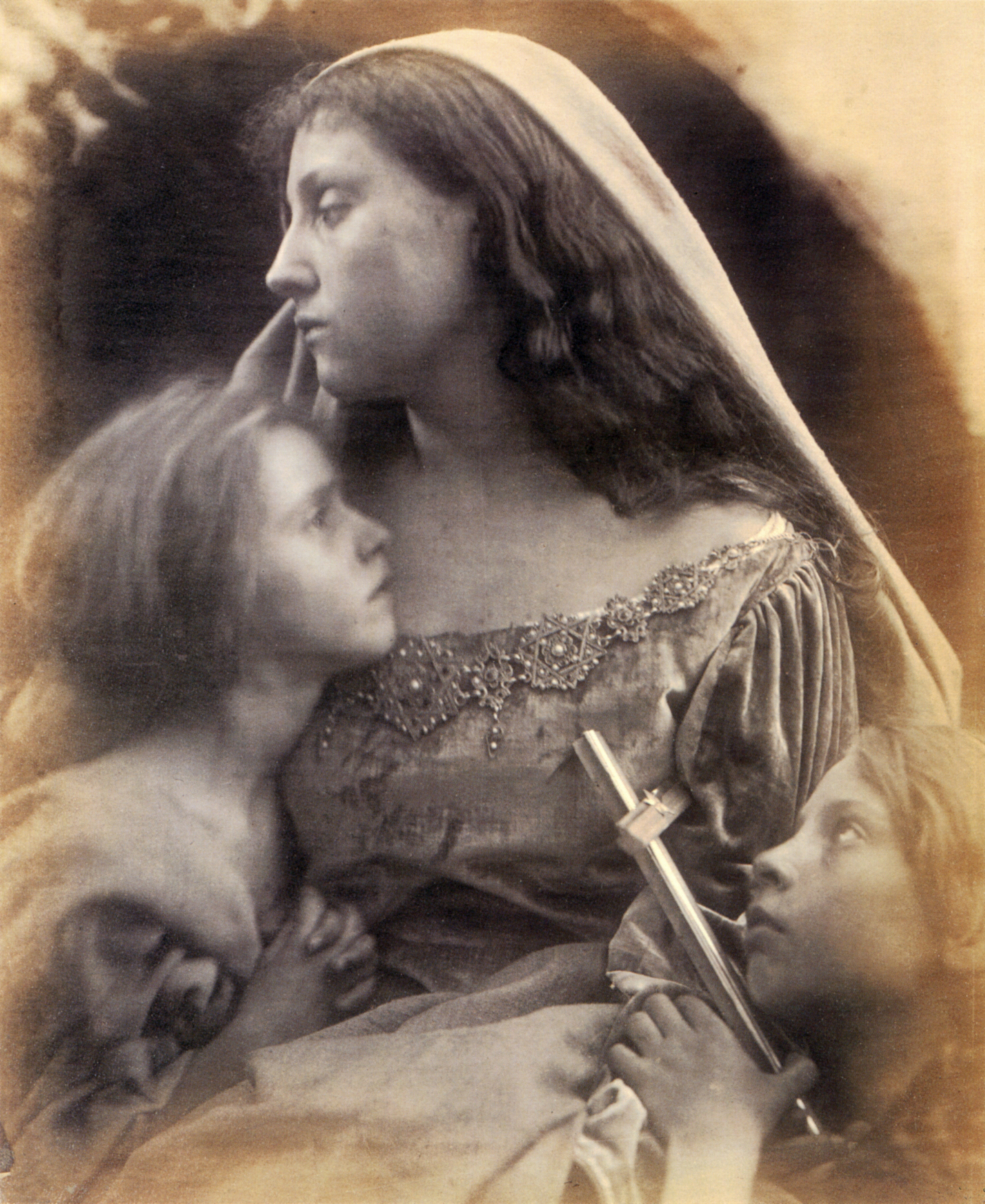
J.M. Cameron, Święta Rodzina, 1872

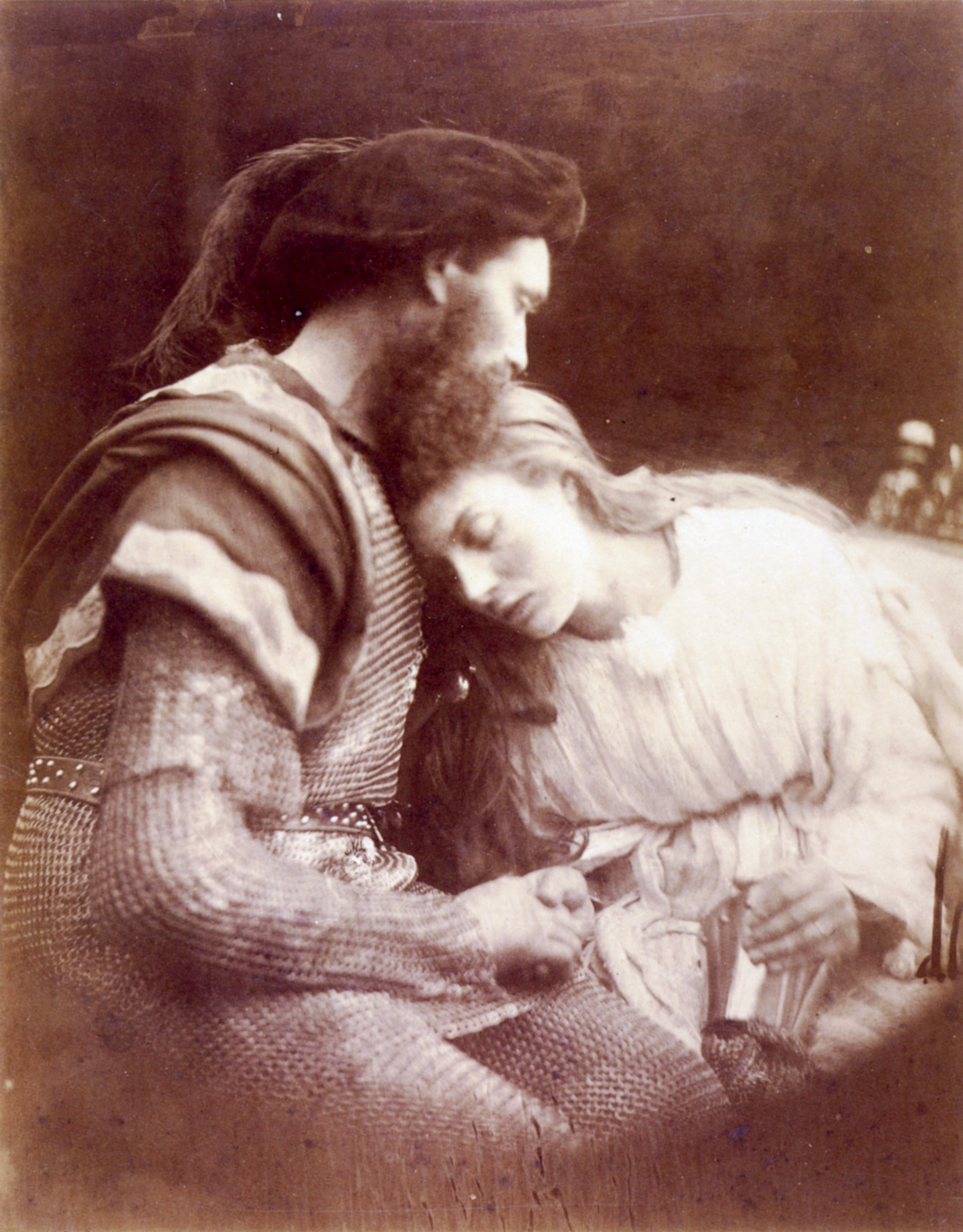
J.M. Cameron, Sir Lancelot i królowa Ginewra, 1874 (ilustracja do Idylls of the King)

W 1863 czterdziestoośmioletnia Julia Margaret otrzymała od swojej córki i jej męża aparat fotograficzny 11" × 9" ze słowami: Mamo, spróbuj fotografii, może zabawi Cię to w Twojej samotności we Freshwater (mąż Cameron przebywał wówczas na Cejlonie, córka wyszła za mąż, a synowie opuścili dom). Dopiero wtedy Cameron zaczęła swoją karierę jako fotograf, choć istnieją dowody, że już wcześniej miała styczność z fotografią. Cameron z entuzjazmem podeszła do nowego zajęcia, choć, jak sama przyznała, zupełnie się na tym nie znała. W domu we Freshwater urządziła ciemnię i studio fotograficzne.
Wkrótce wykonała portret Annie Philpot, który uznała za swój pierwszy sukces. Zajęła się wykonywaniem portretów znaczących postaci, m.in. Charlesa Darwina, Alfreda Tennysona, George’a Fredericka Wattsa, Johna Herschela. Swoich modeli Cameron ukazywała na ciemnym tle i w dużych zbliżeniach (pokazywała wyłącznie głowę i ramiona, resztę ciała spowijając ciemnymi szatami). Jej fotografie są bogate w efekty światłocieniowe, uzyskiwane zazwyczaj przy pomocy bocznego lub górnego światła. Fotografowała także znane kobiety, takie jak Marianne North, Marie Spartali, Christina Rossetti i Anne Thackeray, ale większość modelek było po prostu jej znajomymi, służącymi czy krewnymi. Szczególnie chętnie fotografowała młode kobiety o długich włosach i „prerafaelickiej” urodzie. Jej dwie ulubione modelki, Mary Ann Hillier i Mary Ryan, były jej służącymi. Julia Jackson (matka Virginii Woolf), która kilkakrotnie pojawia się na fotografiach Cameron, była jej siostrzenicą. Choć Cameron nie wykonywała zdjęć na zamówienie, to szybko zaczęła wykorzystywać swoje fotografie w celach komercyjnych (m.in. w ciągu 1,5 roku od rozpoczęcia swojej działalności sprzedała odbitki do Muzeum Wiktorii i Alberta).
Oprócz portretów wykonywała także zdjęcia aranżowanych scenek religijnych. Wykonała cykl fotografii, będących ilustracjami do poematu Tennysona Idylls of the King (wydany w dwóch tomach w latach 1874 i 1875).
Posługiwała się techniką kolodionową, która pozwalała na otrzymywanie ostrych, bogatych w szczegóły zdjęć. Cameron posługiwała się jednak inną estetyką – nieostrością, łagodnym rozmyciem, delikatnością – i długimi czasami naświetlania, liczonymi w minutach, choć ówczesne możliwości techniczne pozwalały na skrócenie go do sekund. Nigdy nie ustawiała swoich modeli w konwencjonalny sposób, charakterystyczny dla współczesnych jej studiów fotograficznych; nie posługiwała się też rekwizytami, takimi jak kolumny. Jej zdjęcia pozbawione były wyszukanej narracji, typowej dla innych wiktoriańskich fotografów o aspiracjach artystycznych, takich jak Henry Peach Robinson czy Oscar Gustave Rejlander. Wpływ na estetykę jej zdjęć miała sztuka Prerafaelitów i malarstwo George’a Frederica Wattsa.
Za życia Cameron jej prace spotykały się z różnym przyjęciem. Obok opinii pozytywnych pojawiała się także krytyka. Przykładowo Hermann Wilhelm Vogel krytykował jej zdjęcia za nieostre twarze i mroczne cienie, przez co portrety miały wyglądać jak byle jakie uczniowskie prace, a nie arcydzieła.
Szacuje się, że wykonała ok. 900 fotografii. W 1864 napisała autobiografię Annals of my Glasshouse, opublikowaną w 1889.